# Balthazar
Balthazar — бельгийская инди-поп и инди-рок группа. Состоит из Маартена Деволдере, Йинте Депре, Тайса Дельбеке, Симона Касье и Мишеля Балкена. Участники группы приехали из районов Кортрейк и Гент.

## История

### 2004—2009
Группа начала свою деятельность во второй половине 2004 года. Весной 2005 года Деволдере, Ваннесте и Депре (в то время им было по 18 лет) выиграли национальный конкурс Kunstbende для молодых исполнителей с песней «Lost and Found».
3 декабря того же года они также выиграли Westtalent — рок-конкурс бельгийской провинции Западной Фландрии.
В 2006 году Balthazar выиграли премию Humo’s Rock Rally Audience, так называемую «KBC Publieksprijs». В августе вышел их первый дебютный одноимённый мини-альбом — Balthazar. В начале 2007 года, после шестидесяти выступлений, басист Иоахим Куартье и барабанщик Коен Верфаиль были заменены Саймоном Касьером и Кристофом Клейсом.
В июле 2007 года Balthazar выступили на фестивале Dour Festival, который последовал за выпуском их первого сингла «This is a flirt». Сингл подхватили Radio 1 и Studio Brussel, и в течение лета он держался на втором месте в топе De Afrekening.
В феврале 2008 года Balthazar выпустили свой второй сингл: «Bathroom Lovin' Situations». Песня попала в списки Humo, hotlist и De Afrekening. Тем же летом они играли в Folk Dranouter и Marktrock. Группа начала выступать за пределами Бельгии: в Германии, Швейцарии, Нидерландах и Франции. Летом 2009 года Balthazar отправились в клубный тур по Южной Африке, а затем работали над своим первым альбомом под названием Applause. По возвращении в конце декабря 2009 года был выпущен первый сингл альбома, «Fifteen Floor».

### Applause (2010)
22 марта 2010 года дебютный альбом Applause вышел в Бельгии и Нидерландах. Альбом был выпущен тогдашним 22-летним Маартеном Деволдере и Йинте Депре и был сведен норвежским продюсером Ингве Сетре. Applause получил признание как среди СМИ, так и среди публики, в результате чего он оказался на «верхушке» многих топов. 7 января 2011 года, Balthazar получили премию Music Industry Award за «Лучший альбом 2010» в списке MIA за 2010 год. В альбоме Applause было четыре сингла: «Fifteen floors», «Hunger at the door», «I’ll stay here» и «The Boatman».
В апреле 2010 года группа выступила на London Calling в амстердамском клубе Paradiso в Нидерландах, после того как несколько групп отменили свое участие в связи с облаком вулканического пепла над Европой. Они снова выступали на нескольких фестивалях летом 2010 года, включая Rock Werchter, Pukkelpop, Dour Festival и Lowlands. Осенью у Balthazar прошли различные концерты в Бельгии и Нидерландах.
Весной 2011 года Balthazar представили свой первый альбом в Бельгии и Нидерландах на концертах Ancienne Belgique и Paradiso. Группа играла больше в Европе, в том числе для The Joy Formidable и dEUS. Balthazar отправились за океан и впервые сыграли в Нью-Йорке. 10 октября 2011 года был подписан контракт с Pias Recordings, и после этого группа выступала во Франции, Германии, Швейцарии, Австрии и Скандинавии.

### Rats (2012)
Второй альбом, Rats, вышел 15 октября 2012 года в Европе, за исключением Великобритании. Как и Applause, он был выпущен благодаря Йинте Депре и Мартену Деволдере. Альбом продюсировал Ноах Джорджесон (Devendra Banhart, The Strokes) в Лос-Анджелесе. В 2012 Rats был удостоен награды Music Industry Award в номинации «Лучший альбом». Популярность альбома вышла за пределы Бельгии и Нидерландов, французская газета Libération утверждала, что альбом был лучшим из всех, выпущенных в 2012 году.

### Thin Walls (2015)
26 января 2015 года Balthazar выпустили сингл «Then What», который предшествовал альбому Thin Walls, выпущенному двумя месяцами позже. Сингл не остался незамеченным, и в течение 4 недель подряд смог удержаться в первых рядах топа De Afrekening. Альбом Thin Walls был выпущен 30 марта 2015 года и является их первым альбомом, в котором участвует продюсер. На этот раз им стал Бен Хиллиер, известный по своей работе с Blur и Depeche Mode. Thin Walls оказался одним из 19 альбомов, номинированных на премию «Альбом года» IMPALA. Тур с новым альбомом проходил по всей Европе, а Balthazar играли во многих крупных концертных залах и на фестивалях в Бельгии, Франции, Нидерландах, Великобритании, Италии, Швейцарии и Турции.

## Участники группы

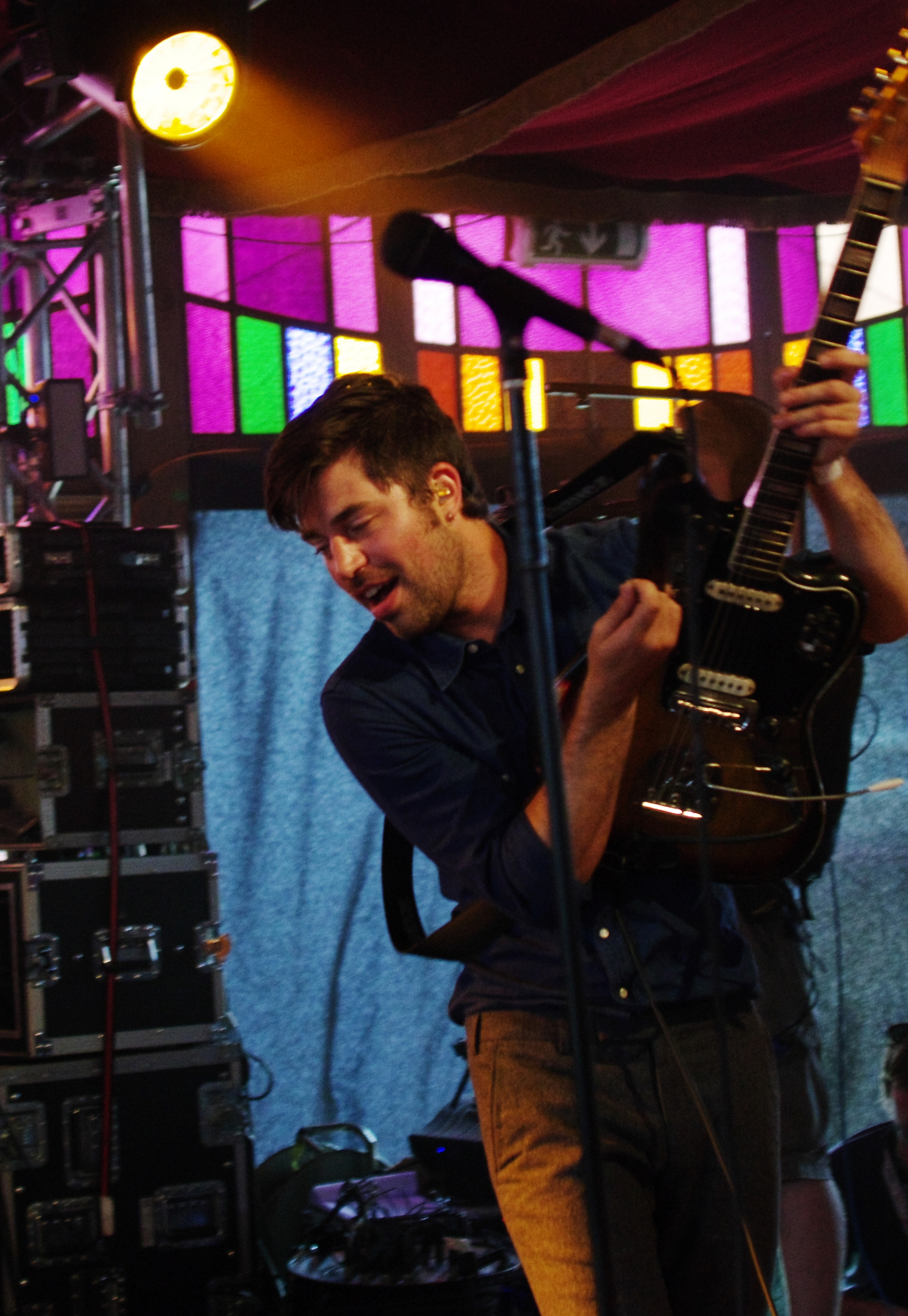
Йинте Депре на Haldern Pop Festival 2013 года.

- Маартен Деволдере — вокал, гитара, клавишные
- Йинте Депре — вокал, гитара
- Саймон Касье — вокал, бас-гитара
- Мишель Балькен — ударные

Прошлые участники
- Патрисия Ваннесте — вокал, скрипка, синтезатор
- Иоахим Куартье — бас-гитара
- Коен Верфаиль — ударные
- Кристоф Клейс — ударные

## Дискография
Студийные альбомы
| Год  | Альбом     | Рейтинг  | Рейтинг  | Рейтинг | Рейтинг |
| Год  | Альбом     | BEL (Vl) | BEL (Wa) | FRA     | NED     |
| ---- | ---------- | -------- | -------- | ------- | ------- |
| 2010 | Applause   | 13       | –        | –       | 69      |
| 2012 | Rats       | 1        | 57       | 80      | 41      |
| 2015 | Thin Walls | 2        | 23       | 59      | 19      |
| 2019 | Fever      | 1        | 5        | 30      | 11      |
| 2021 | Sand       |          |          |         |         |

Синглы
| Год  | Альбом   | Рейтинг |
| Год  | Альбом   | FRA     |
| ---- | -------- | ------- |
| 2015 | «Bunker» | 140     |